# Janaína Dutra
Janaína Dutra (Canindé, 30 de novembro de 1960 — Fortaleza, 8 de fevereiro de 2004) foi uma ativista social do movimento LGBTQIA+ e advogada brasileira. É reconhecida por ser primeira travesti a portar uma carteira profissional da Ordem dos Advogados do Brasil (OAB).

## Biografia
Janaína Dutra nasceu em Canindé, interior do Ceará, como parte de uma família de dez irmãos. Foi registrada ao nascer sob o nome de Jaime César Dutra Sampaio.
Desde a infância gostava de usar os vestidos e maquiagens das irmãs. Aos 14 anos passou a sofrer discriminação homofóbica (transfobia e misoginia) da sociedade. Foi naquela época que sua família descobriu que seu gênero não era o designado no nascimento. Janaína sempre foi apoiada pela família.
Aos 17 anos, Janaína foi morar com a irmã em Fortaleza, onde trabalhou na Caixa Econômica Federal. Começou a caminhada na defesa da comunidade LGBTQIA+ e começou a fazer tratamento com hormônios femininos. Por causa do grande preconceito vivido, Janaína decidiu cursar Direito na Universidade de Fortaleza (UNIFOR). Formou-se bacharel em 1986 e tornou-se a primeira travesti a portar uma carteira profissional da Ordem dos Advogados do Brasil, apesar de seu nome de batismo ainda constar no documento.
Janaína declarou em 2000 que "Cheguei onde cheguei por conta do apoio familiar que ainda é a base tudo. Aquilo que te carrega as baterias. Uma boa relação familiar te dá coragem para enfrentar a sociedade".

## Ativismo
Conhecida por carregar consigo uma cópia da lei anti-homofobia aprovada por sua cidade natal, Janaína passou a vida inteira participando de conferências, seminários e mesas redondas para defender a igualdade.
Ao longo da década de 1980, passou a dedicar seu tempo às causas LGBT e dos soropositivos. Foi participante ativa na construção do Grupo de Apoio Asa Branca (Grab), cuja criação é o marco fundador do movimento da livre orientação sexual e identidade de gênero no Ceará. Foi cofundadora (1989), assessora jurídica e vice-presidente (nos mandatos 1995, 1997, 1999 e 2001) da entidade. No Grab, participou de diversos projetos, entre eles o ‘Somos’, que trabalhava a prevenção de DSTs/Aids. Também fundou, ao lado da ativista travesti Thina Rodrigues, a Associação das Travestis do Ceará (Atrac). Dutra também foi presidenta da Articulação Nacional das Travestis (Antra) e membro do Conselho Nacional Contra a Discriminação, tendo contribuído para a criação da Lei Municipal 8.211/98, que coíbe e pune a LGBTFobia em estabelecimentos comerciais, industriais, empresas prestadoras de serviços e similares, que discriminarem pessoas em virtude de sua orientação sexual em Fortaleza.
Ao lado do Governo Federal, Janaína Dutra ajudou na construção do programa “Brasil sem Homofobia” e exerceu trabalho pioneiro junto ao Ministério da Saúde na elaboração da primeira campanha de prevenção à AIDS destinada especificamente às travestis.
Sua atuação também teve forte impacto na educação formal e não formal. Participou de ações formativas destinadas a professores, profissionais da saúde e gestores públicos, promovendo o debate sobre cidadania, direitos humanos e inclusão de pessoas trans nos espaços escolares. Por meio de suas palestras e atuação em conferências, colaborou para a criação de espaços de escuta e visibilidade da população trans no sistema educacional e nas políticas públicas.
Em sua atuação institucional, contribuiu para a formulação de diretrizes que serviram de base para programas de educação em diversidade sexual e identidade de gênero. Sua trajetória é referência em ações de educação popular, campanhas de prevenção e formação política da juventude LGBT.

## Homenagens
Em 2010, foi lançado o filme Janaína Dutra - uma Dama de Ferro, do produtor e roteirista internacional Wagner de Almeida, que conta a história de vida e a luta política da ativista.
Em 2011, foi fundado em Fortaleza, o Centro de Referência LGBT Janaína Dutra, órgão municipal que tem por objetivo proteger a população LGBT em situação de violência, violações e omissões de direitos com base na sua orientação sexual e/ou identidade de gênero.
Em 2018, o Distrito Drag homenageou Janaína Dutra na segunda edição do anuário Calendrag.
Em 30 de novembro de 2021, em homenagem aos 61º aniversário da ativista, o Google utilizou um Doodle em sua homenagem.

## Morte
Janaína Dutra morreu vítima de câncer de pulmão aos 43 anos de idade, em 8 de fevereiro de 2004.